# Australian Cycling Corps

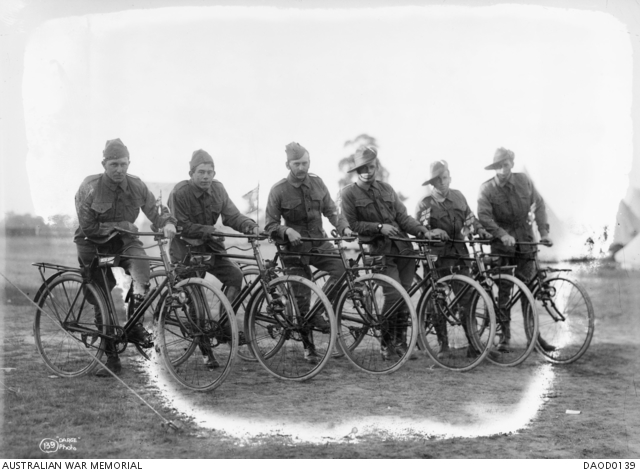
Australijscy żołnierze-cykliści w 1915

Australian Cycling Corps – australijskie jednostki kolarzy działające przy Australian Imperial Force w czasie I wojny światowej.

## Historia
W czasie reorganizacji Australian Imperial Force (AIF) w Egipcie w 1916, po jego ewakuacji z Gallipoli, do każdej z pięciu dywizji piechoty została przydzielona kompania kolarzy zgodnie z ówczesnym brytyjskim modelem tzw. New Army.  Każda kompania liczyła 204 żołnierzy i była podzielona na sześć plutonów.  Kompanie zostały utworzone w marcu i kwietniu 1916, w ich skład weszli ochotnicy.
Po reorganizacji całego AIF i przeniesieniu go to Francji, kompanie kolarzy zostały przydzielone korpusom.  1 i 2 Kompania weszły w skład I ANZAC Corps jako 1st Cyclist Battalion, 4 Kompania została rozwiązana i jej żołnierze wrócili do ich oryginalnych jednostek, 5 Kompania została połączona z New Zealand Cyclist Corps tworząc 2nd Cyclist Battalion w II ANZAC Corps, 3 Kompania została rozwiązana już wcześniej, w czasie tranzytu przez Wielką Brytanią, jej żołnierze zostali skierowani do australijskiej 3 Dywizji.  W skład 2 Batalionu wchodziły dwie kompanie Nowozelandczyków i był on dowodzony głównie przez oficerów nowozelandzkich.  Każdy batalion składał się z kwatery i trzech kompanii, z których każda składała się z trzech plutonów.  Łącznie każdy batalion liczył 26 oficerów oraz 310 podoficerów i szeregowców.  W tym czasie w Wielkiej Brytanii uformowano także Szkolną Kompanię Kolarską (Cyclist Training Company).
Kolarze byli zorganizowani tak samo jak podobne im jednostki piechoty.  Początkowo służyli jako posłańcy, ale w 1917 i 1918, po przejściu z wojny pozycyjnej do częściowo manewrowej, służyli także w roli kawalerii – przeprowadzając rozpoznanie i patrole.  Oprócz tego żołnierze jednostek kolarskich służyli także w wielu rolach pomocniczych, zajmowali się między innymi układanie kabli telefonicznych, kontrolą ruchu drogowego, rozładowywaniem zaopatrzenia z wagonów kolejowych, chowaniem zmarłych i nawet pracami przy żniwach.
Żołnierze używali bardzo różnorodnego sprzętu rowerowego, głównie rowerów z Birmingham Small Arms Company, modeli od Mark I do Mark IV.  Zazwyczaj uzbrojeni byli w karabiny Lee-Enfield w wersji z krótszą lufą, tzw. Short Magazine Lee Enfield (SMLE).  Karabiny mogły być przymocowywane do ramy roweru, czasami były także przewożone na plecach, używano także karabinów maszynowych Lewisa.
Po utworzeniu w 1917 nadrzędnej jednostki Australian Corps zawierającej pięć australijskich dywizji piechoty walczących na froncie zachodnim, II ANZAC Corps został przemianowany na XXII Corps i w marcu 1st Cyclist Battalion został przydzielony bezpośrednio do Australian Corps, a Australijczycy służący w 2nd Cyclist Battalion zostali przeniesieni do innych jednostek AIF, głównie do artylerii i piechoty.  Nowozelandczycy z 2nd Cyclist Battalion utworzyli XXII Corps Cycle Battalion, we wrześniu przemianowany na New Zealand Cyclist Battalion.
W czasie wojny straty australijskie wyniosły – dziewięciu żołnierzy zmarłych z ran, 17 z powodu chorób lub wypadków, 55 rannych, 37 zagazowanych.  Nowozelandczycy stracili 64 żołnierzy, z czego 59 z powodu akcji nieprzyjaciela i mieli 259 rannych.
Łącznie w australijskich oddziałach kolarskich służyło około 3000 oficerów i żołnierzy, ale większość z nich nie służyła w jednostkach operacyjnych.  Jednostki zostały rozwiązane 30 kwietnia 1919.